# Éclans-Nenon
Éclans-Nenon es una localidad y comuna francesa situada en la región de Franco Condado, departamento de Jura, en el distrito de Dole y cantón de Rochefort-sur-Nenon.

## Demografía
| 196 | 180 | 198 | 222 | 329 | 383 | 383 |
| Para los censos de 1962 a 1999 la población legal corresponde a la población sin duplicidades (Fuente: INSEE [Consultar]) |     |     |     |     |     |     |